# Эффект Дросте

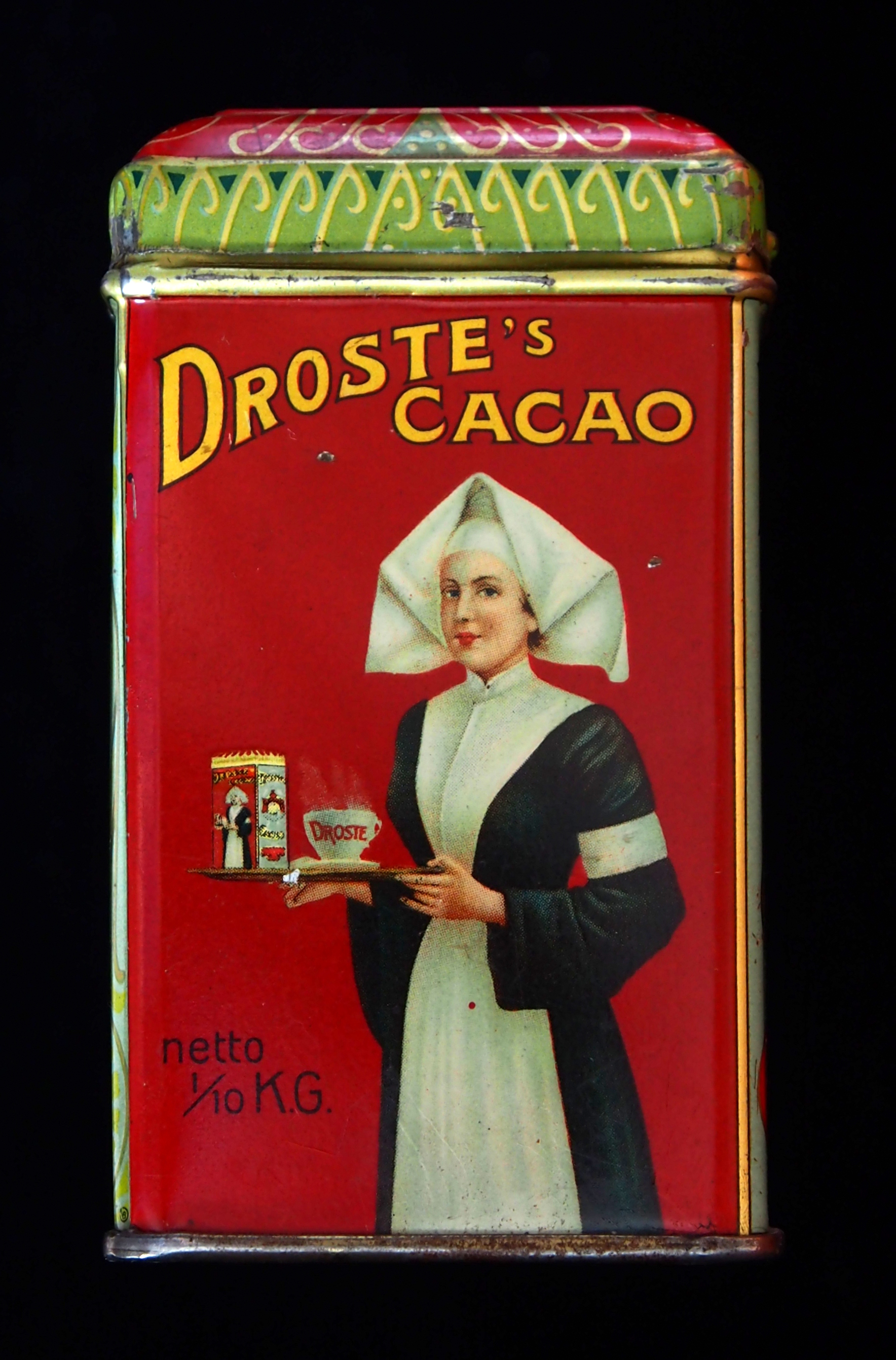
Реклама какао Droste, 1904 год, художник Ян Миссет (1861—1931)

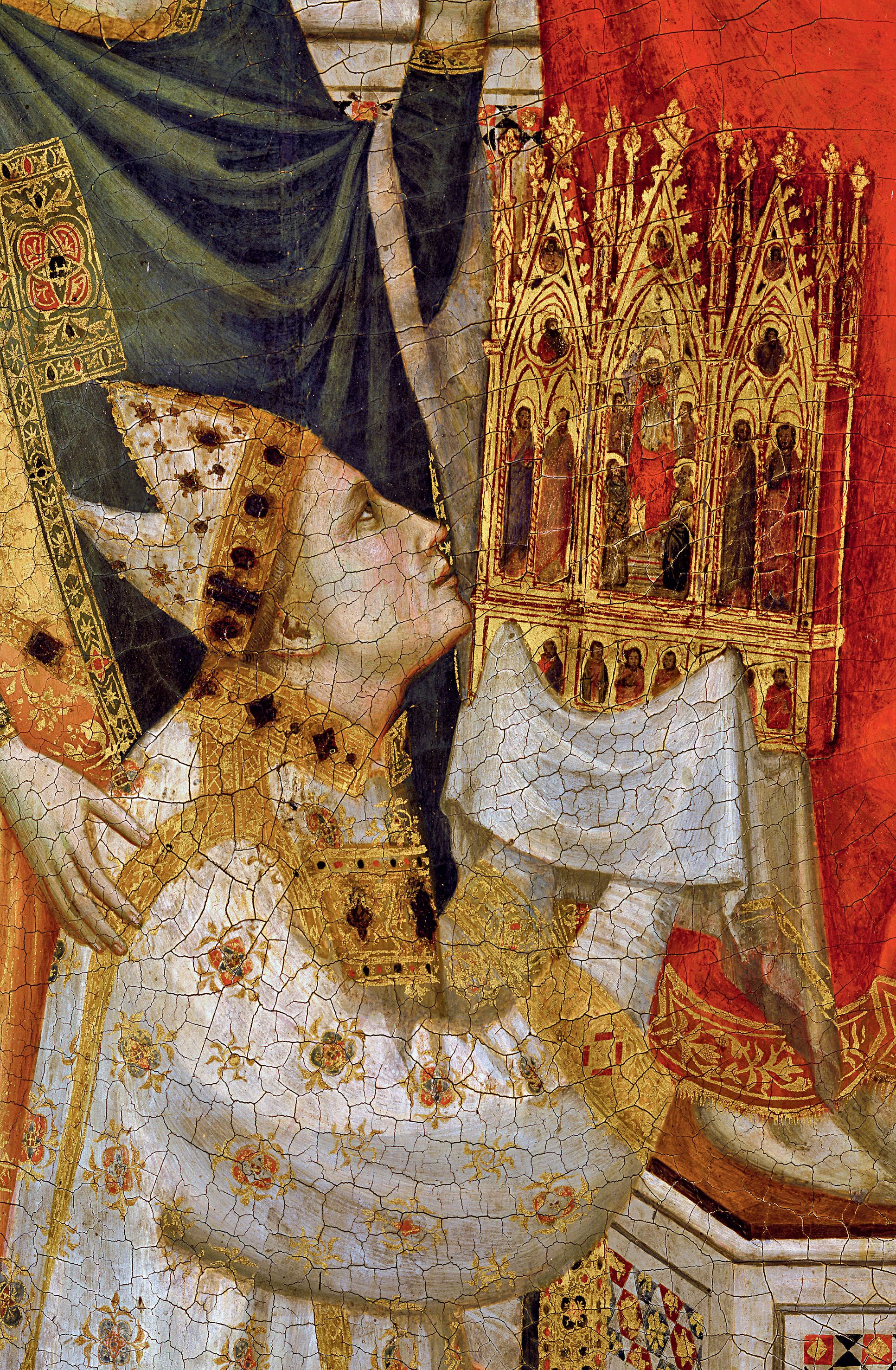
Фрагмент триптиха Стефанески 1320 года, на котором кардинал Стефанески держит сам триптих

Эффект Дросте (нидерл. Droste-effect) — техника размещения рекурсивного изображения, частный случай техники mise en abîme: внутри изображения размещается его уменьшенная копия, внутри которой — уменьшенная копия предыдущего изображения, и так далее — теоретически до бесконечности (на практике — до пределов допустимого качества изображения).
Термин ввёл голландский спортивный журналист, поэт и переводчик Нико Схепмакер (нидерл. Nico Scheepmaker) в конце 1970-х годов, отталкиваясь от вида рекламного постера какао Droste, на котором была изображена медсестра, несущая поднос с чашкой горячего шоколада и коробку с тем же изображением (разработан Яном Миссетом в 1904 году).
Сам эффект в живописи известен давно: в частности, ещё Джотто применил его в своём триптихе Стефанески в 1320 году.

## Эффект

### Происхождение
Эффект впервые был применён в рекламе Яном Миссетом в 1904 году, после чего его примеру последовали другие дизайнеры и издатели. В конце 1970-х годов поэт и журналист Нико Схепмакер для обозначения этого приёма ввёл в обиход термин «Дросте-эффект», который получил широкое распространение.

### Математическое обоснование
Эффект основан на принципе рекурсии: меньшая версия содержит ещё меньшую версию изображения и т. д.. Теоретически он может продолжаться до бесконечности, как во фрактальных объектах; на практике эффект действует лишь до пределов, обусловленных разрешением изображения.

### В средневековом искусстве
Эффект Дросте был использован Джотто в его триптихе Стефанески (1320 год). Запрестольный образ полиптиха изображает на центральной панели кардинала Джакомо Гаэтани Стефанески, предлагающего сам триптих Святому Петру. Изображения с использованием эффекта Дросте встречаются в некоторых средневековых книгах, а также на оконных панелях в церквях.

### В творчестве М. Эшера
Голландский художник Мауриц Эшер использовал эффект Дросте в своей литографии Print Gallery 1956 года, которая изображает галерею, содержащую гравюру, изображающую галерею, каждый раз уменьшенную и повёрнутую, но с пустотой в центре изображения. Эта литография привлекла внимание математиков, в том числе Барта де Смита и Хендрика Ленстры. Они разработали метод заполнения центральной пустоты литографии с использованием дополнительного применения эффекта Дросте путём последовательного поворота и сжатия изображения.

### Современное использование
Эффект Дросте широко используется в современной рекламе. Так, он был использован в дизайне упаковки масла Land O’Lakes, на которой изображена коренная американка, держащая пакет масла с её собственным изображением. Компания Morton Salt — производитель пищевой соли — также использует этот эффект в рекламе. На обложке виниловой пластинки альбома Ummagumma группы Pink Floyd 1969 года изображены участники группы, сидящие в разных местах, а на стене изображена та же сцена, но с другим порядком участников. На логотипе сырной пасты французской компании «Весёлая бурёнка» (фр. La vache qui rit) изображена смеющаяся корова с серьгами. При ближайшем рассмотрении серёжек видно, что это — изображения круглой упаковки сырной пасты, на каждой из которых изображена та же смеющаяся корова с серьгами. Эффект Дросте — тема книги англо-американского фантаста Рассела Хобана «Мышь и её дитя», появляющаяся в виде этикетки на банке питания для собак «Bonzo Dog Food», которая копирует саму себя.
Существуют и трёхмерные варианты использования эффекта Дросте. Например, деревня Буртон-он-зе-Уотер, в графстве Глостершир, Англия, известна тем, что в 1930-х годах в ней была построена её точная копия в масштабе 1:9, внутри которой располагалась модель предыдущей модели, а та, в свою очередь, включает ещё одну меньшую модель, а затем ещё меньшую модель внутри предыдущей.

## Галерея

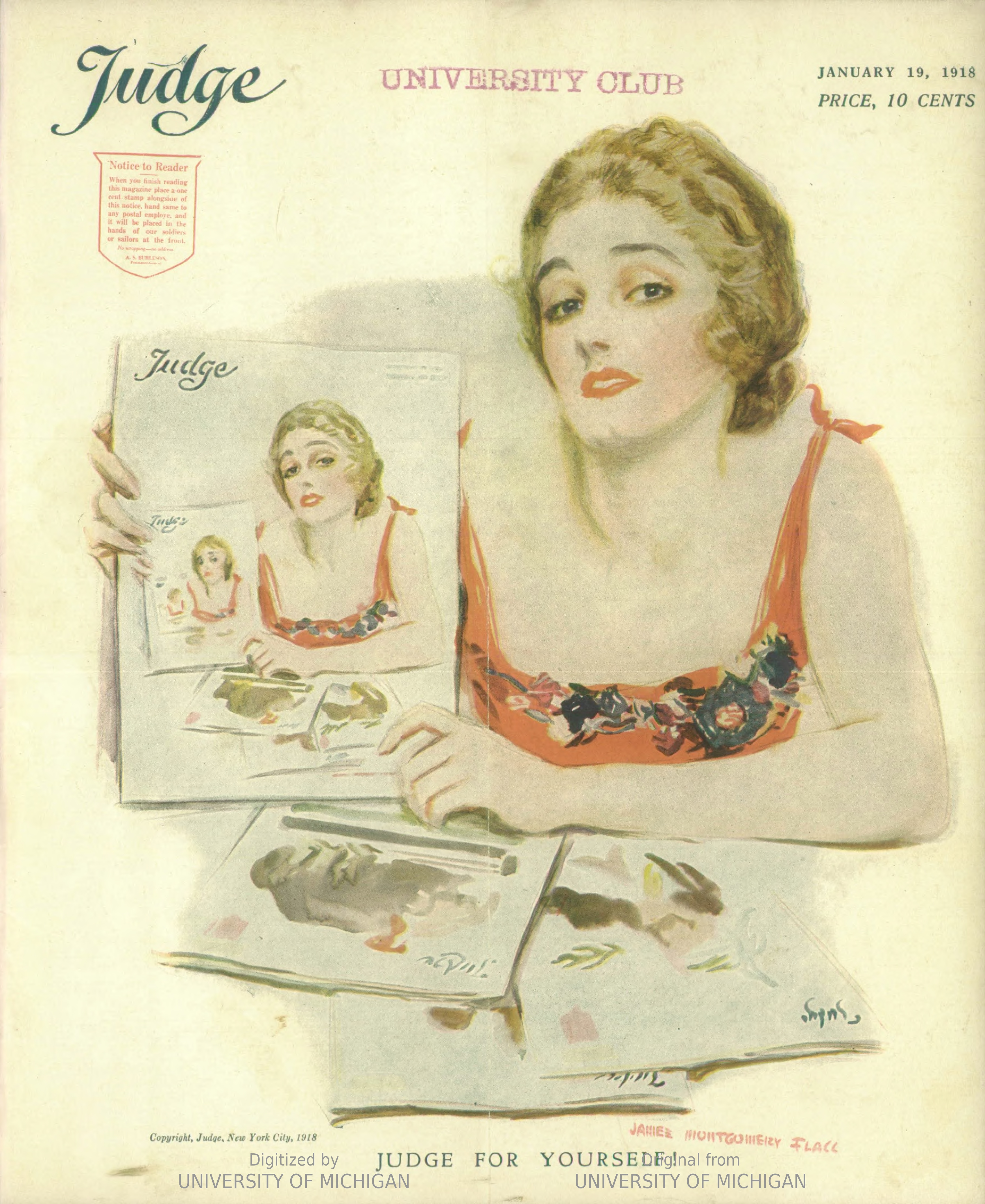
Обложка журнала Judge 19 января 1918
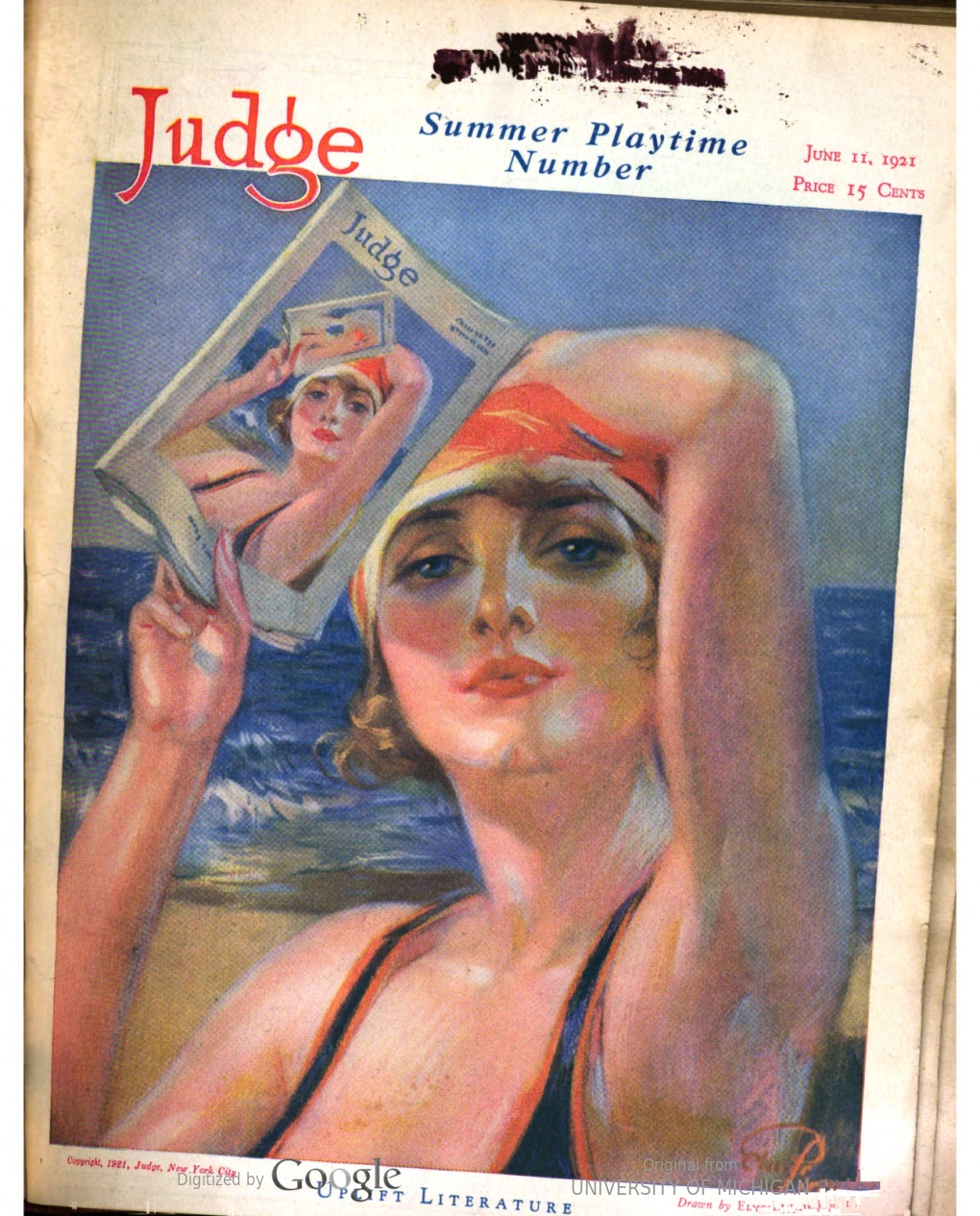
Обложка журнала  Judge, 11 июня 1921
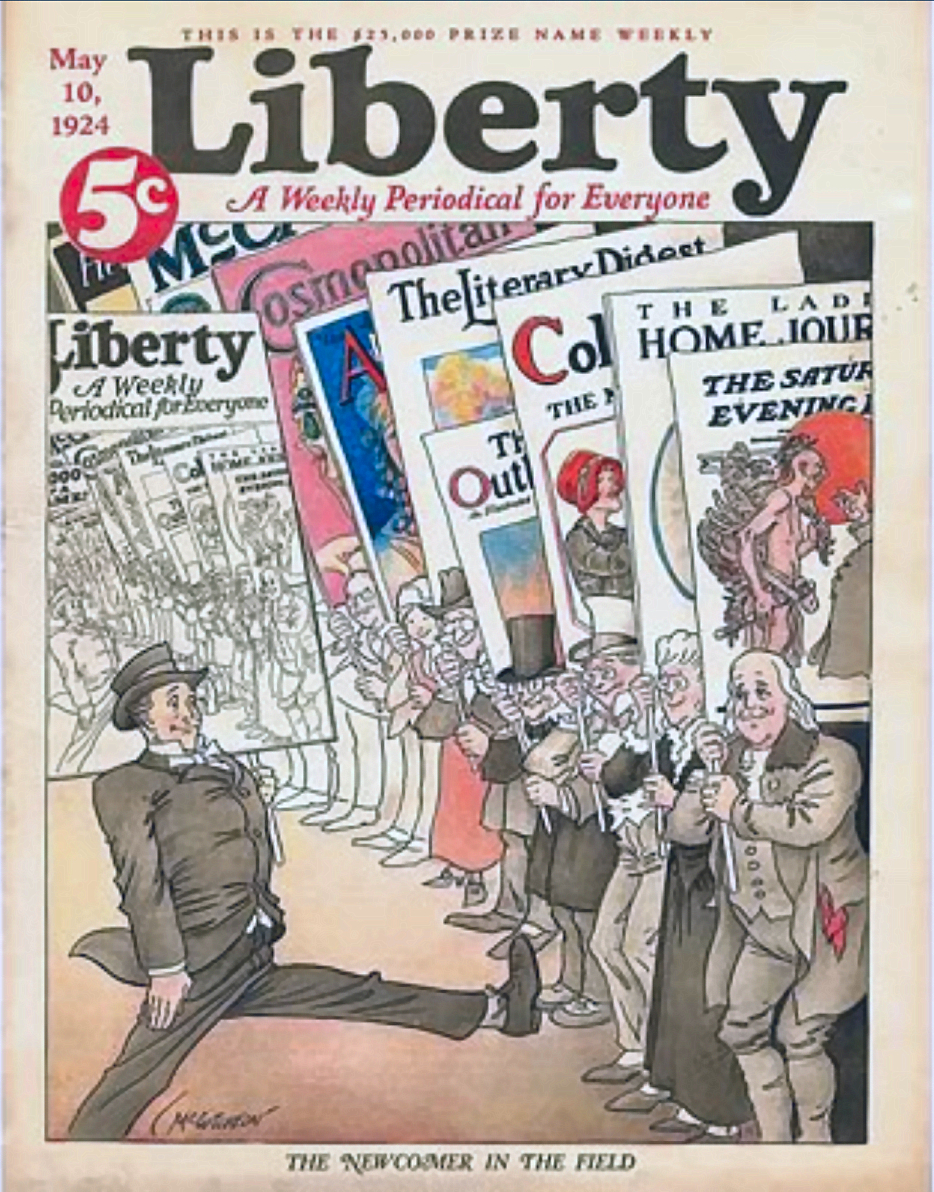
Обложка  журнала Liberty, 10 мая 1924
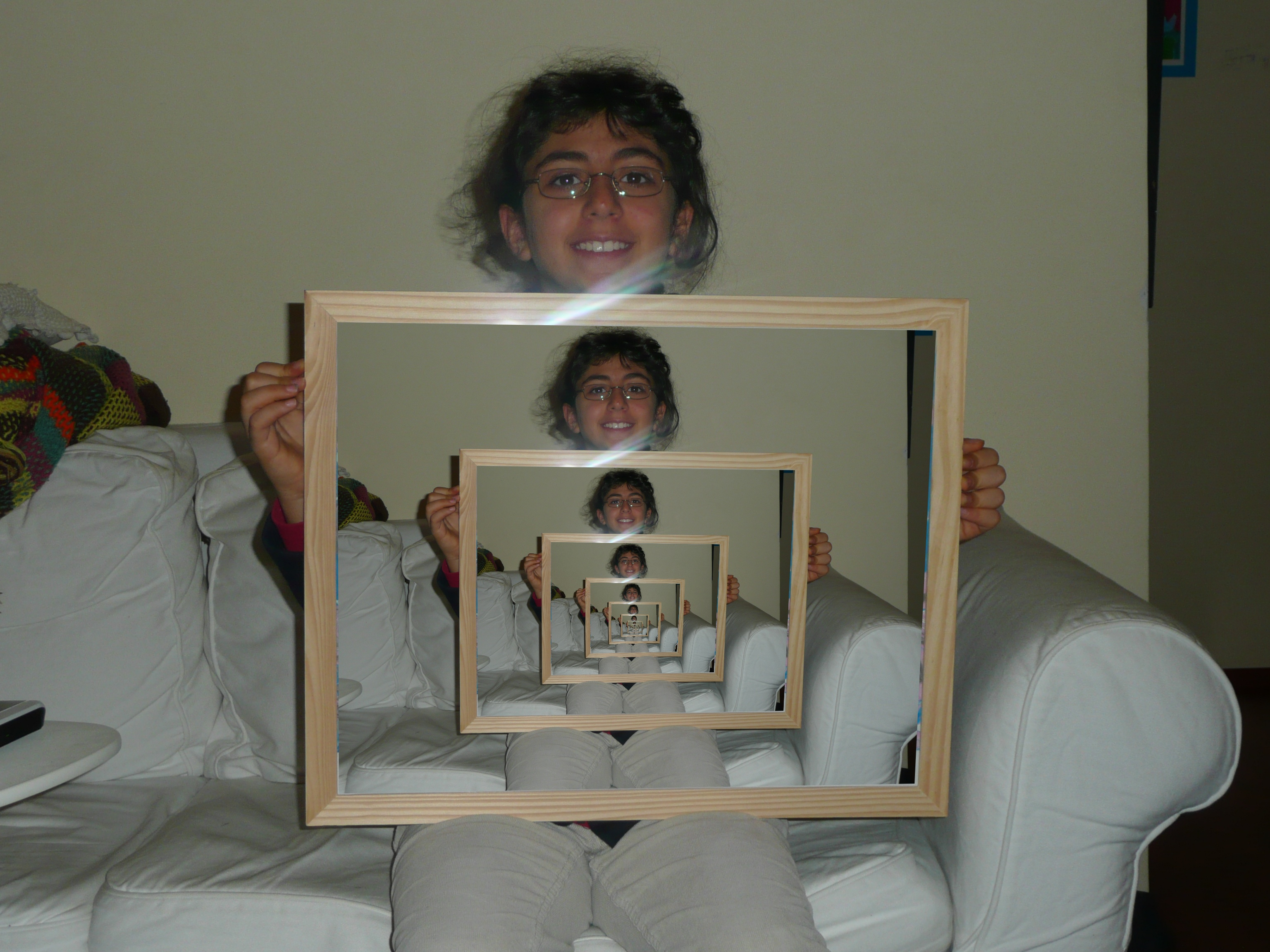
Эффект Дросте с вложенными фотографиями (используется GIMP)
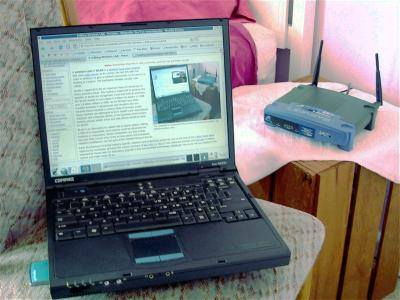
Эффект Дросте показан на экране ноутбука, отображающем страницу Википедии.
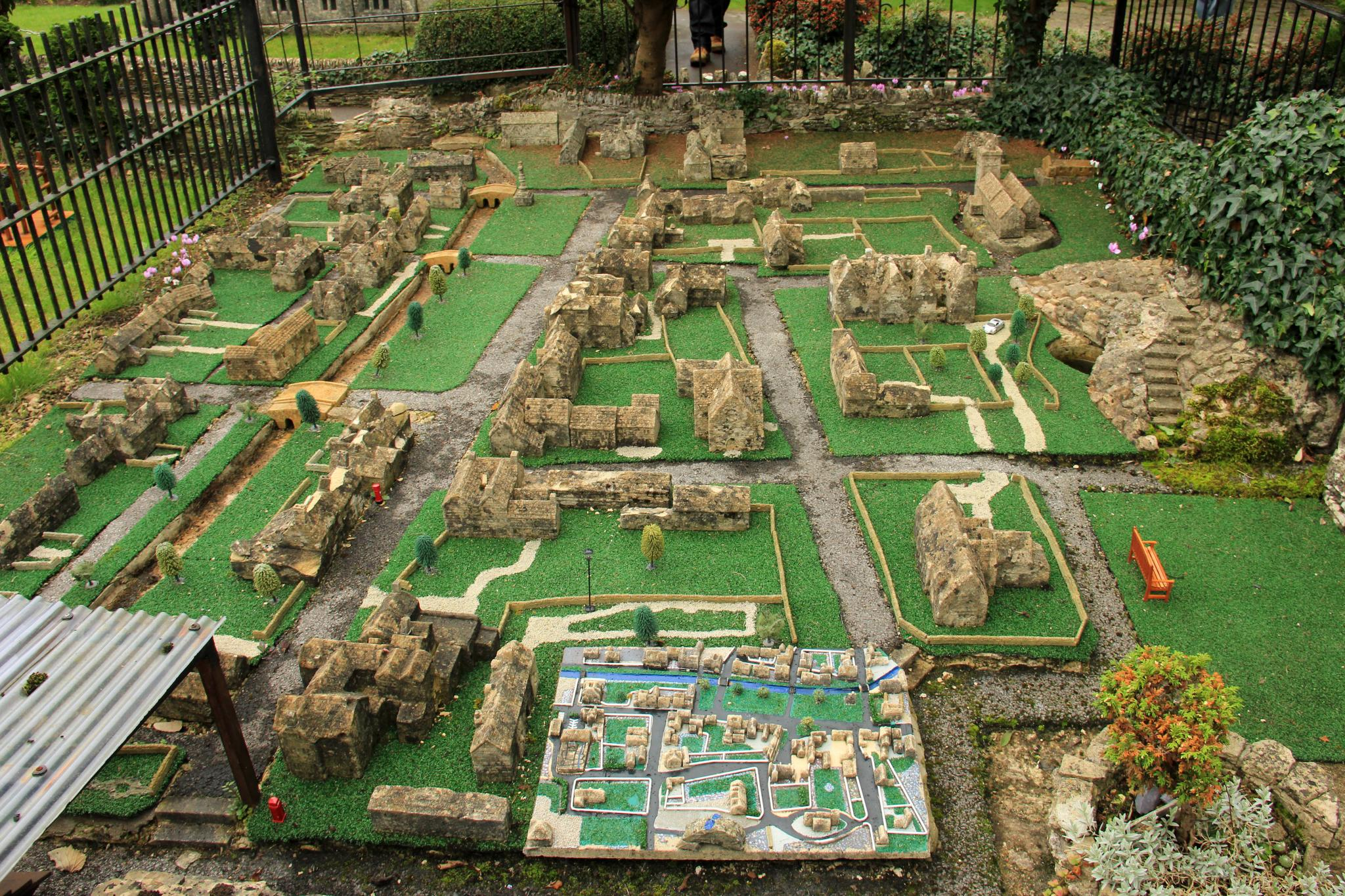
Реплика модели деревни Буртон-он-зе-Уотер[англ.] содержит модель модельной деревни с ещё двумя рекурсиями.
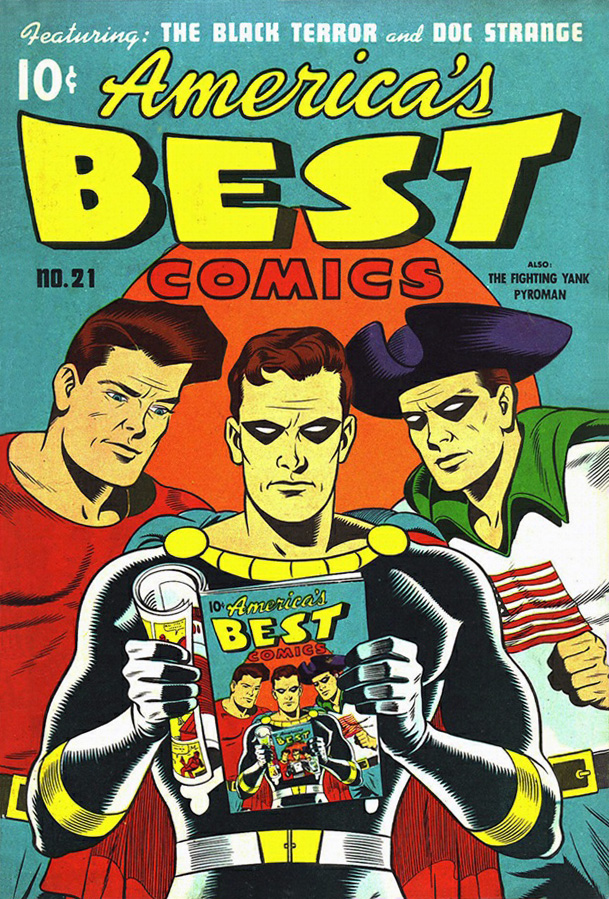
Обложка комикса America's Best Comics 21 марта 1947